# Catasetum brichtae
Catasetum brichtae là một loài thực vật có hoa trong họ Lan. Loài này được Bicalho mô tả khoa học đầu tiên năm 1977.